# Antonia aus Tirol
Antonia aus Tirol, anche conosciuta come Antonia, pseudonimo di Sandra Stumptner (Linz, 10 marzo 1980), è una cantante austriaca nota soprattutto nei paesi germanofoni per la sua particolare commistione di musica dance e Schlager.

## Biografia
Sandra Stumptner inizia la carriera a 13 anni, prendendo parte al singolo del 1993 Wer Die Augen Schliesst (Wird Nie Die Wahrheit Seh'n) dei Mut Zur Menschlichkeit. A 14 anni appare sul palco per la prima volta in compagnia del padre. Nel 1997 entra a far parte del gruppo dance austriaco Speed fondato da Roland Binder, che svolge anche il ruolo di manager, assieme a DJ JFK (Jürgen Freudenthaler) e Alex (Alexander Böhmler). Con gli Speed Sandra Stumptner pubblica l'album Feel The Rhythm, composto e prodotto da Binder e pubblicato dalla sua etichetta ARC-Records.

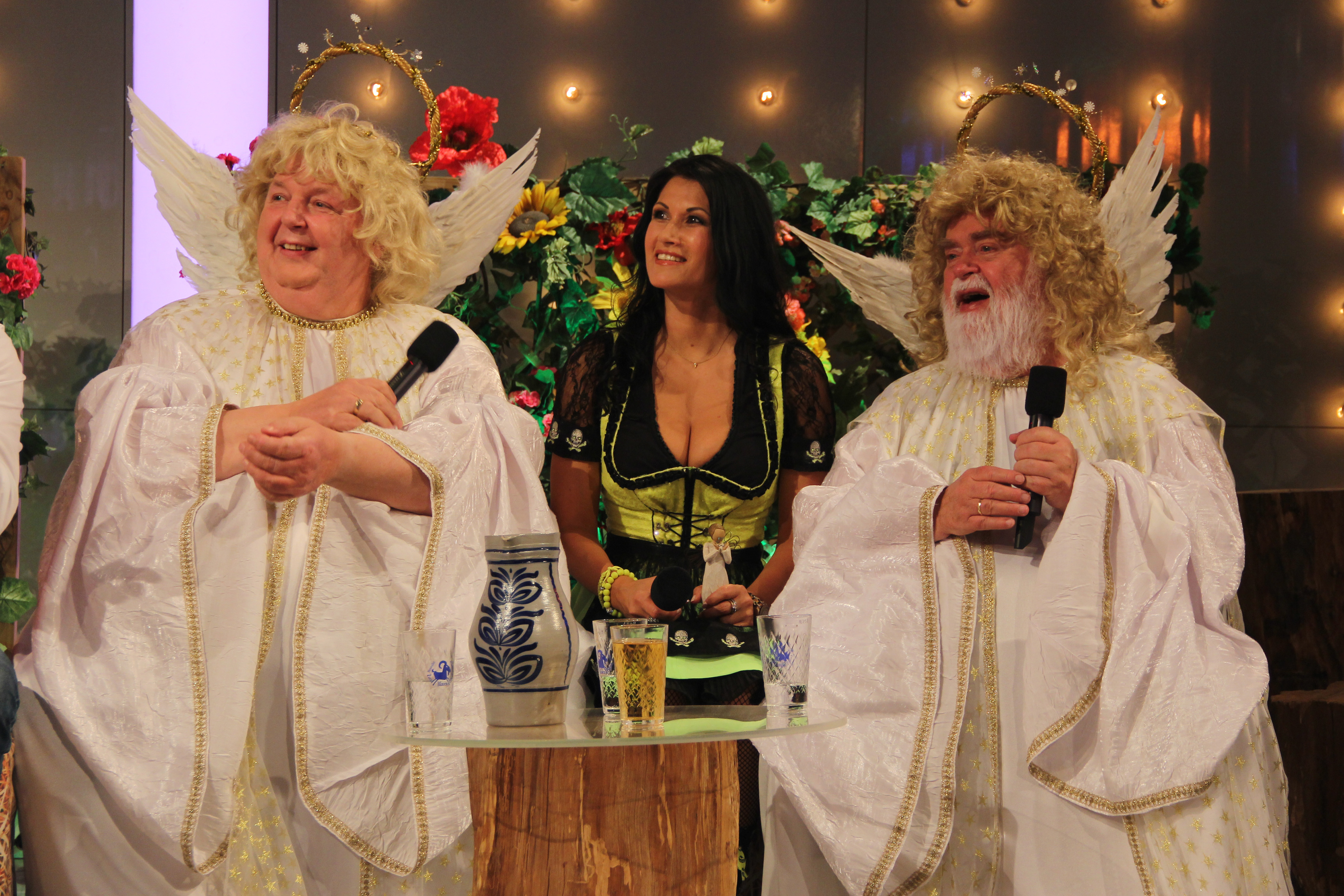
Antonia aus Tirol con i Wildecker Herzbuben nel 2015 nella trasmissione Hier spielt die Volksmusik

Diviene celebre come solista nel 1999 cantando una cover del brano Anton aus Tirol di DJ Ötzi, da cui prende il suo pseudonimo Antonia aus Tirol. Dopo questo successo inizia a pubblicare i propri singoli come Antonia feat. Sandra, dando alla luce i due titoli Ich bin viel schöner e Knallrotes Gummiboot. In questo periodo realizza 200 spettacoli tra Germania, Austria, Svizzera, Paesi Bassi, Belgio, Lussemburgo, Arabia Saudita, Italia, Russia e Spagna.
Nel 2002 realizza assieme al cantante tedesco Heino una cover dance del successo degli anni settanta di quest'ultimo, Blau blüht der Enzian, con il titolo Blau blüht der Enzian (Blau, blau, blau), con cui registra anche un videoclip.
Nel 2005 partecipa per una settimana all'edizione tedesca del Grande Fratello.
Il 22 marzo 2007, dopo essere svenuta nell'atrio di un hotel di lusso a Düsseldorf, viene prima ricoverata in terapia intensiva e poi curata in una clinica del Baden-Württemberg per una malattia gastrica. I medici le diagnosticano anche la sindrome da burnout. Durante il suo recupero, perde molto peso.
Il 5 giugno 2009 pubblica il singolo 1000 Träume weit (Tornerò), cover del celebre brano de I Santo California, che ottiene l'89º posto nella classifica delle vendite in Germania. A settembre esce il doppio album Zeitträume. La sua produzione e promozione sono oggetto del reality show sceneggiato Mieten, Kaufen, Wohnen. L'anno successivo è protagonista della docu-soap Tattoo Attack - Stars stechen zu, in cui si fa tatuare.
Il 30 agosto 2010 lei e il suo autista Peter Schutti rimangono gravemente feriti in un incidente avvenuto a Bad Homburg vor der Höhe. Ricompare il 17 settembre.

## Stile
Il suo repertorio è composto da canzoni festive, ma anche Schlager e romantiche. Nelle produzioni più recenti è autrice anche dei testi.

## Discografia

### Con i Mut Zur Menschlichkeit

#### Singoli
- 1993 - Wer Die Augen Schliesst (Wird Nie Die Wahrheit Seh'n)

### Con gli Speed

#### Album in studio
- 1997 - Feel The Rhythm

### Solista

#### Album in studio
- 2001 - Dirndl Power (come Antonia feat. Sandra)
- 2009 - Zeitträume (come Antonia aus Tirol)
- 2010 - Mein Weg (come Antonia aus Tirol)
- 2011 - Lebendig (come Antonia aus Tirol)
- 2013 - Mein Festival der Lieder (come Antonia aus Tirol)

#### Raccolte
- 2003 - Best Of (come Antonia feat. Sandra)

#### Singoli
- 2000 -  ...Ich Bin Viel Schöner (come Antonia feat. Sandra)
- 2000 - Knallrotes Gummiboot  (come Antonia feat. Sandra)
- 2001 - Get Your Fire (Formula Dance) (come Antonia feat. Sandra)
- 2001 - Mir Geht's So Gut (come Antonia feat. Sandra)
- 2002 - Blau blüht der Enzian (Blau, blau, blau) (come Antonia, con Heino)
- 2003 - Herzilein (come Antonia, con Tom Tulpe)
- 2004 - Wenn Der Hafer Sticht (come Antonia)
- 2004 - Schön..., Dass Es Die Berge Gibt (Do Yo Do You Do You Sonne Und Schnee) (come Antonia feat. Sandra)
- 2004 - Lebt Denn Der Alte Holzmichl Noch (come Antonia)
- 2004 - Heidschi Bumbeidschi (come Antonia)
- 2005 - Dirndlsong (Fass Mir An Mein Dirndl) (come Antonia)
- 2006 - Keine Sünde (come Antonia)
- 2006 - Ohne Dich (come Antonia)
- 2007 - Sie Wissen Nicht, Was Sie Tun (come Antonia)
- 2007 - Das Rote Pferd (come Antonia aus Tirol, con Kimberly)
- 2008 - So A Schöner Tag (Fliegerlied) (come Antonia aus Tirol)
- 2009 - 1000 Träume Weit (Torneró) (come Antonia aus Tirol)
- 2010 - Tränen Lügen Nicht (2010) (come Antonia aus Tirol)
- 2011 - Hey, Was Geht Ab (What's Up) (come Antonia aus Tirol)
- 2016 - Hey Ya (come Antonia aus Tirol)
- 2017 - Was Wäre Wenn Wir Single Wär'n (come Antonia aus Tirol, con Olaf Berger)
- 2017 - Der Raum Des Schweigens (The Sound Of Silence) (come Antonia aus Tirol)
- 2018 - Boom Bäng - Das Ist Unser Sommer (come Antonia aus Tirol)

## Trasmissioni televisive
- Die Harald Schmidt Show (2000)
- ZDF Hitparade (2000)
- Willkommen bei Carmen Nebel (2004)
- Big Brother (2005)
- ZDF-Fernsehgarten (2005-2020)
- Das perfekte Promi-Dinner (2007)
- Die ultimative Chartshow (2008)
- Mieten, Kaufen, Wohnen (2009)
- Tattoo Attack - Stars stechen zu (2010)
- Riverboat - Die MDR-Talkshow aus Leipzig (2011, 2018)
- Österreich wählt (2012)
- Volle Kanne (2014)
- MDR um 4 (2014)
- Schulz in the Box (2015)
- Das NRW Duell (2015)